# Пшиборув (Суленцинський повіт)
Пшиборув (пол. Przyborów) — село в Польщі, у гміні Слонськ Суленцинського повіту Любуського воєводства.
Населення — 187 осіб (2011).
У 1975-1998 роках село належало до Гожовського воєводства.

## Демографія
Демографічна структура станом на 31 березня 2011 року:
|          | Загалом | Допрацездатний вік | Працездатний вік | Постпрацездатний вік |
| -------- | ------- | ------------------ | ---------------- | -------------------- |
| Чоловіки | 91      | 15                 | 68               | 8                    |
| Жінки    | 96      | 11                 | 64               | 21                   |
| Разом    | 187     | 26                 | 132              | 29                   |